# Filótas ze Sybaridy
Filotas (jiné názvy: Filotas, Filytas; starořecky Φιλώτας, Φιλύτας–Filotas, Filytas) byl olympijský vítěz v boxu dorostenců v roce 616 př. n. l.
Na 41. olympijských hrách v roce 616 před Kr. se do programu her zařadil box dorostenců. Ze zúčastněné mládeže se v této disciplíně nejvíce dařilo Filotas ze Sybaridy, který se ve vylučovacím systému probojoval až do posledního duelu, kde opět zvítězil a získal olympijský titul.
Box měl v Olympii volnější pravidla a byl tvrdší než dnešní. Rozhodčí dovolovaly vše kromě držení soupeře, hmatů a úderů na pohlavní orgány. Boxer měl pěsti ovinuté řemeny, které nemohly být tvrdé a ničím zesílené. Zvítězil ten, kdo soupeře srazil na zem, takže zůstal bezvládně ležet, nebo ten, který soupeře přinutil, aby se vzdal. Když zápas trval velmi dlouho, rozhodčí se souhlasem soupeřů nařídili tzv. Klimax (vystupňování), při kterém se losem určený boxer postavil před soupeře a přijal jeho úder bez krytí, když ho vydržel, zasadil úder za stejných podmínek soupeři. To se opakovalo tak dlouho, dokud se nenašel vítěz.